# Purutu
Purutu est une île de Papouasie-Nouvelle-Guinée, située sur la côte du golfe de Papouasie, au sud de l'île de Nouvelle-Guinée.

## Géographie
L'île est située dans le delta du fleuve Fly, dont elle est la deuxième île en superficie après l'île de Kiwai. Elle a une superficie de 186 km2. Administrativement, l'île dépend du district de South Fly dans la province ouest (Région Papouasie).